# Kotatsu

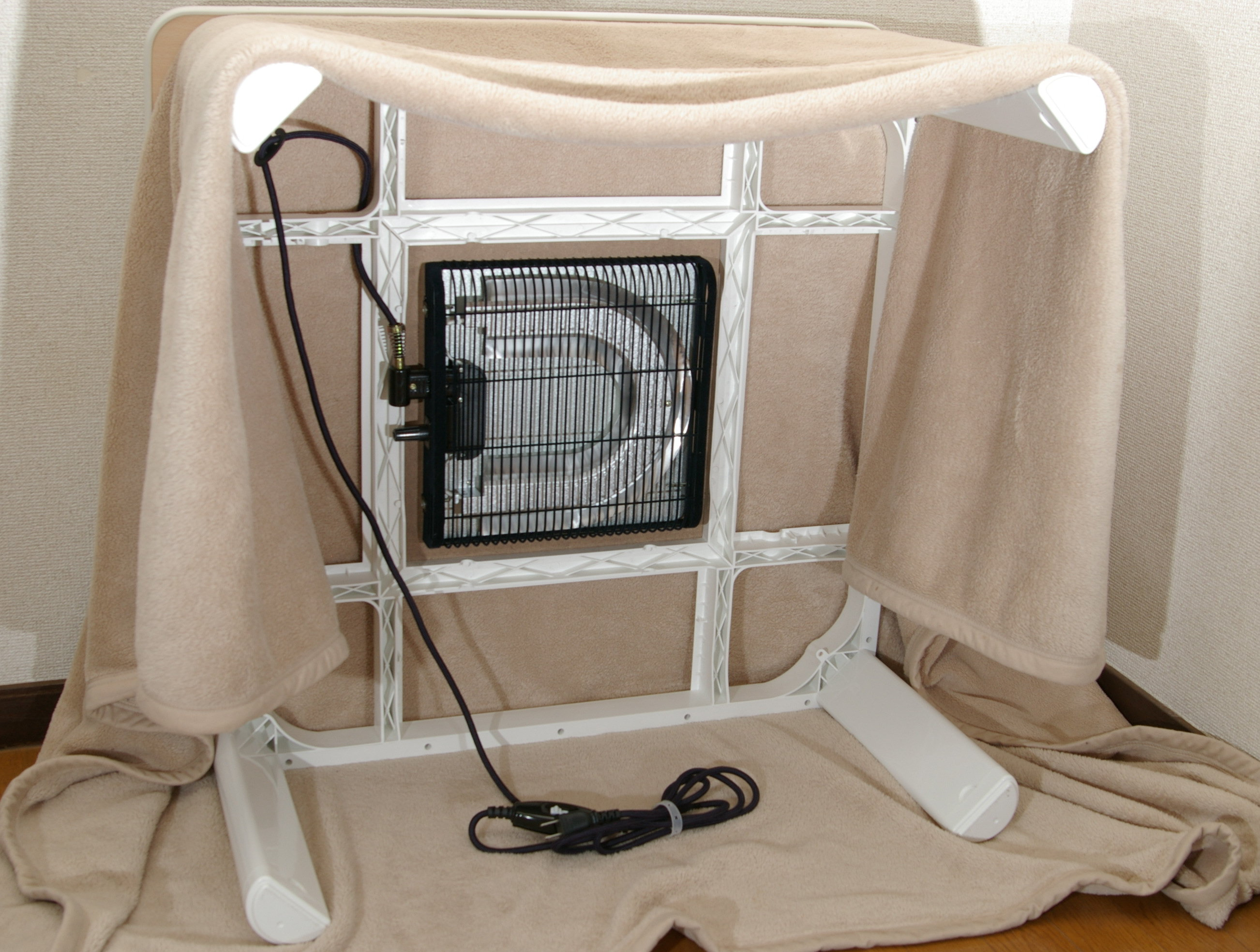
Elektrisch betriebener Kotatsu

Der Kotatsu (jap. 炬燵 oder 火燵) ist ein beheizter Tisch in japanischen Häusern, der auch heute eine der wichtigsten Wärmequellen im Winter und gleichzeitig einen Ort der familiären Gemeinsamkeit darstellt.

## Funktion

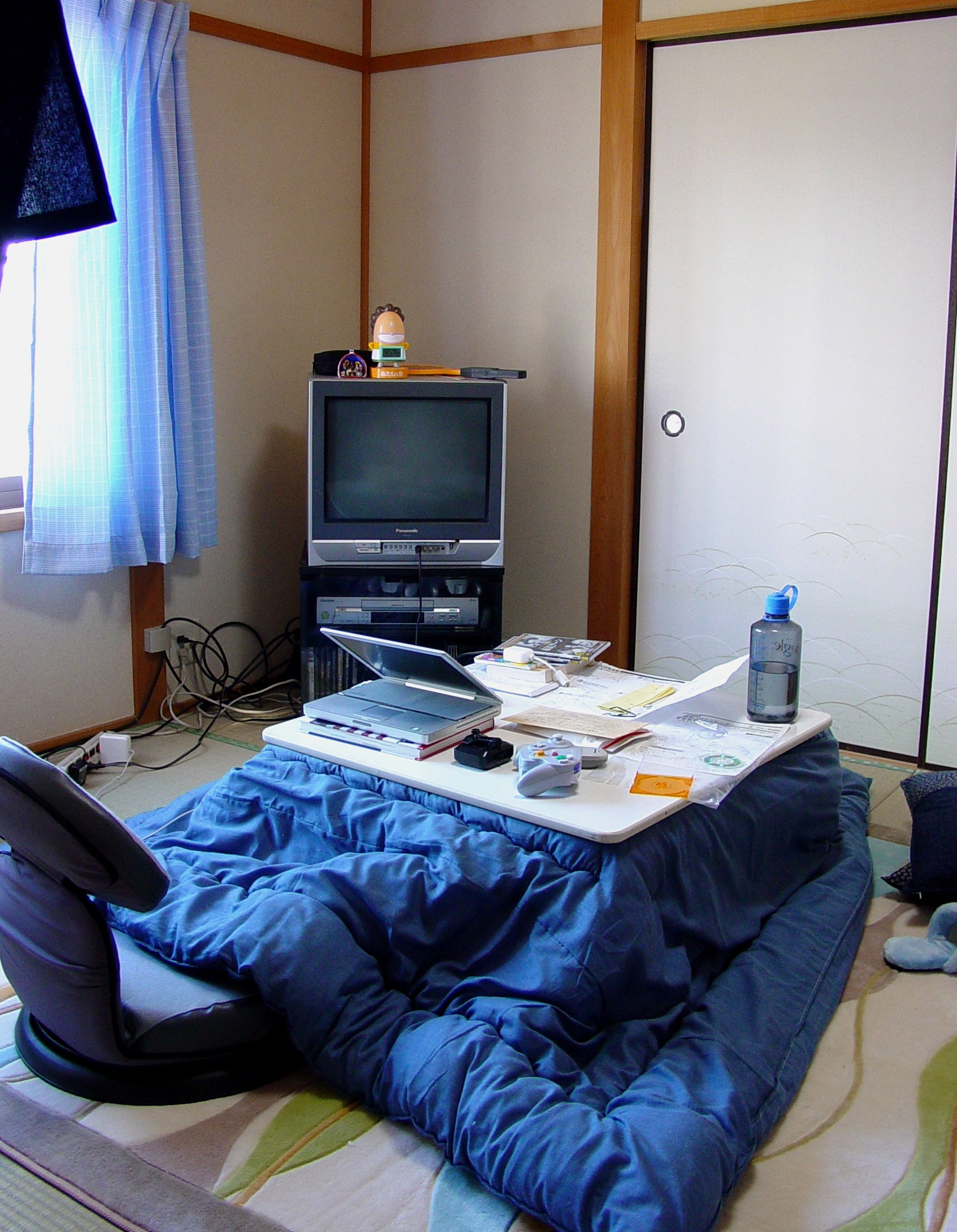
Moderner Kotatsu in Japan

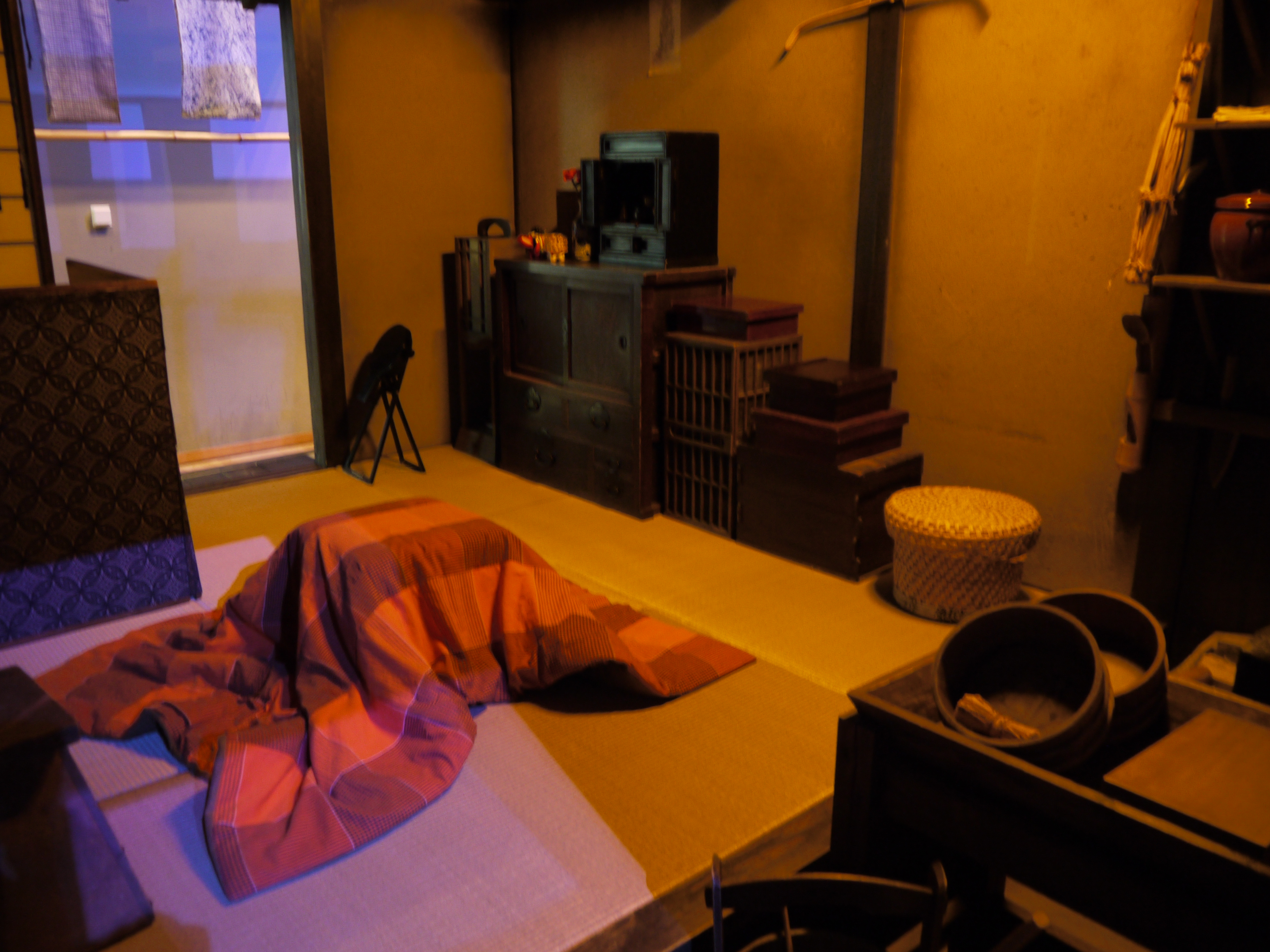
Kotatsu in der Edo-Zeit

Ein heutiger Kotatsu besteht aus drei Teilen: 
- einem niedrigen Tischgestell, in dessen Rahmen eine elektrische Heizung angebracht ist
- einer Tischplatte
- einer Decke, die zwischen Gestell und Platte geklemmt wird und auf allen Seiten bis auf den Fußboden reicht und so die erzeugte Wärme isoliert.

Den Kotatsu stellt man meist in ein traditionelles japanisches Zimmer mit einem Fußboden aus Tatami-Matten, die eine geringere Wärmeleitfähigkeit haben und sich daher wärmer anfühlen als ein Parkettboden aus Holz. Um sich zu wärmen, muss man mit dem Körper möglichst tief unter den Kotatsu und unter die Kotatsu-Decke schlüpfen.

## Heizen in Japan
Die Mehrzahl japanischer Häuser und Wohnungen hat keine Zentralheizung und in den meisten Regionen keinerlei Wärmedämmung, so dass jeder Haushalt auf unterschiedliche Insellösungen zurückgreift, um sich im Winter warmzuhalten. Neben dem Kotatsu heizen die Japaner vor allem mit kleinen Ölöfen, der Klimaanlage, elektrischen oder gasbetriebenen Heizstrahlern oder elektrisch beheizten Teppichen. Außerdem sind in der letzten Zeit Fußbodenheizungen  und das Washlet (für die Toilette) im Kommen.
Insgesamt kommt der Kotatsu aber einer anderen Auffassung zum Heizen entgegen: In Europa soll es da warm sein, wo man sich bewegt, also im Extremfall in der ganzen Wohnung. In Japan bewegt man sich dahin, wo es warm ist, also an einen bestimmten Ort.

## Geschichte
Der Kotatsu soll aus China gekommen sein, hat aber seitdem auch eine alte Tradition in Japan. Früher bestand er im Wesentlichen aus einer als Grube ausgelegte Feuerstelle (die meisten Häuser waren nur einstöckig), in der mit Holzkohle Wärme erzeugt wurde. Über das Loch wurde im Laufe der Zeit ein Tisch gestellt. Kotatsu, die aus einem Tisch mit Vertiefung darunter und einer Heizung am Boden derselben bestehen, stellen eine eher selten gewordene Sonderform, den Horigotatsu (掘りごたつ, wörtl.: „Gruben-Kotatsu“) dar, allgemein üblicher sind heutzutage Kotatsu, die auf den flachen Boden gestellt werden und unter der Tischplatte einen elektrischen Heizkörper haben.